# Verbum
Verbum, hrvatska nakladna i knjižarska kuća iz Splita.
Jedan od vodećih hrvatskih izdavača i najveći hrvatski nakladnik i knjižar vjerske literature. Osnovana je 1992. godine. Misija je u nastojanju oko ispravnoga vrednovanja čovjeka i poticanju cjelovitoga društvenoga i kulturnoga razvoja, ponajprije stavljajući naglasak na promicanje duhovnih i moralnih vrijednota. Postali su prepoznati kao izdavač mnogobrojnih zapaženih djela europske kulture, kako onih klasičnih tako i djela suvremenih autora. Glavni je izdavač djela Ivana Pavla II., Benedikta XVI. i pape Franje na hrvatskome jeziku. Suizdavači su hrvatskog izdanja Biblije (u prijevodu biskupa Ivana Ev. Šarića) kao i Kompendija Katekizma Katoličke Crkve. Verbum je izdavač za široku publiku, pa im izdanja obuhvaćaju mnogobrojna područja kao što su primjerice duhovnost, roditeljstvo, filozofija, povijest, publicistika, dječja književnost, beletristika itd. Osnovali su lanac specijaliziranih vjerskih knjižara Verbum, s poslovnicama u 11 hrvatskih gradova: Splitu (prva, otvorena 1995. i druga, 2014.), Zagrebu (prva 2000., druga 2010.), Rijeci (2001.), Zadru (2002.), Šibeniku (2002.), Dubrovniku (2003.), Varaždinu (2003.), Slavonskom Brodu (2003.), Osijeku (2004.), Vinkovcima (2005.) i Požegi (2005.). Knjižare imaju Verbumova izdanja i cjelokupni izdavački program ostalih hrvatskih vjerskih izdavača, velik broj izdanja s područja publicistike, društvenih i humanističkih znanosti, duhovne (kršćanske i crkvene/liturgijske) glazbe te vjerske artikle.
Do završetka 2022., kuća je izdala više od osamsto naslova.